# Belgrandia alcoaensis
Belgrandia alcoaensis е вид охлюв от семейство Hydrobiidae. Видът е критично застрашен от изчезване.

## Разпространение и местообитание
Разпространен е в Португалия.
Обитава пясъчните дъна на сладководни басейни и реки.

## Описание
Популацията на вида е намаляваща.